# Жази, Мишель
Мише́ль Жази́ (фр. Michel Jazy; 13 июня 1936[…], Уаньи — 1 февраля 2024, Дакс) — французский легкоатлет, специализировавшийся на беге на средние и длинные дистанции. Серебряный призёр Олимпийских игр 1960 года на дистанции 1500 м, чемпион Европы на дистанциях 1500 (1962) и 5000 м (1966), 12-кратный чемпион Франции, мировой рекордсмен на дистанциях 1000 м и 1500 м (в помещении), 1 миля, 2000 м, 3000 м, 2 мили и в эстафете 4×1500 м.

## Детство и начало спортивной карьеры
Родился в 1936 году в Уаньи (департамент Па-де-Кале) в семье шахтёра. Родители Мишеля иммигрировали во Францию из Польши после Первой мировой войны. В детстве играл в футбол в школе. Когда мальчику было 12 лет, его отец умер от силикоза — той же болезни, от которой ранее умер его дед. Мать, Марианна, после смерти мужа переехала с Мишелем и его старшей сестрой Альфредой в Париж, где нашла работу официанткой. Позже она вышла замуж во второй раз за водителя грузовика.
В Париже Жази продолжал играть в футбол как любитель. В 14 лет он бросил школу и нашёл работу швейцаром и лифтёром в фешенебельном бридж-клубе, а в 16 лет устроился учеником в местную типографию. В 1952 году по настоянию приятеля, Жерара Марзена, принял участие в соревновании по кроссу в Мёдонском лесу. На дистанции в 3 км Жази обогнал ближайшего соперника почти на 150 метров, и наутро его фотография появилась в газете с подписью «Он может стать знаменитым». Когда через неделю Жази выиграл ещё одно состязание, Марзен свёл его с тренером клуба «Олимпик» (Бийанкур) Фрассинелли. Под руководством этого специалиста молодой бегун стал регулярно участвовать в соревнованиях, Фрассинелли работал с ним над общей психологической и физической формой и тактикой забега.
В 18 лет Жази получил французское гражданство. В 1956 году он, победив Мишеля Бернара, впервые выиграл чемпионат Франции на своей коронной дистанции 1500 м и вошёл в состав сборной Франции на Олимпиаде в Мельбурне, где занял 7-е место. На Олимпийских играх Жази делил комнату с будущим чемпионом в марафоне Аленом Мимуном, который стал для него в будущем образцом для подражания.

## От Мельбурна до Токио (1956—1964)
После Олимпиады тренировккой Жази помимо Фрассинелли занялись немецкий тренер Вольдемар Гершлер и швед Госта Оландер, по-разному подходившие к его подготовке. Если Гершлер сформировал для француза тренировочный режим, включавший от 30 до 40 200-метровых забегов подряд с замерами времени и пульса, то Оландер был сторонником «естественного» метода, сводившегося к словам «просто беги», который подошёл Жази и Фрассинелли больше. Не прекращая тренировок, в августе 1956 года Жази начал службу в ВВС Франции, где провёл 27 месяцев. В 1957 году он женился и в том же году установил свой первый национальный рекорд на дистанции 1500 м. После 1956 года Жази ещё 5 раз — в 1957—1958, 1960 и 1963—1964 годах — выигрывал чемпионат Франции на дистанции 1500 м. Он также дважды (в 1961 и 1962 годах) завоёвывал чемпионское звание на дистанции 800 м, один раз (в 1966 году) на дистанции 5000 м и трижды (1962, 1965 и 1966) выигрывал национальное первенство по кроссу.
По завершении военной службы Жази взял на работу Гастон Мейер, главный редактор спортивной газеты L'Équipe, заинтересованный в продолжении его спортивной карьеры. По договору с Équipe Жази работал типографом в вечернюю смену, что оставляло утро свободным для тренировок. На Олимпиаде 1960 года он занял второе место на дистанции 1500 м, уступив только безоговорочному фавориту Гербу Эллиоту. На следующий год в Версале он установил мировой рекорд в эстафете 4×1500 м в составе французской сборной, а в январе 1962 года в Лос-Анджелесе на дистанции в 1 милю в помещении уступил лишь несколько сантиметров Джиму Битти — первому спортсмену, «выбежавшему» из 4 минут на этой дистанции в помещениях. В июне того же года на стадионе «Шарлети» в Париже Жази со временем 5.01,6 установил новый мировой рекорд на дистанции 2000 м, а через две недели в Сен-Море побил принадлежавший Гордону Пири мировой рекорд на дистанции 3000 м.
В июне 1963 года, снова на «Шарлети», Жази вышел на дорожку с целью побить принадлежавший Битти мировой рекорд на дистанции 2 мили (8.29,8). На отметке 3000 м он показал результат 7.59,8, уступая графику Битти почти 3 секунды. Однако подстёгиваемый трибунами спортсмен предпринял финишный рывок, преодолев последние 200 м дистанции за 26,8 секунды, и в итоге улучшил результат Битти на 0,2 секунды. Спустя 7 недель Жази установил европейский рекорд на дистанции 1500 м и отправился в Швецию с целью побить рекорд Битти и на дистанции в 1 милю. Однако там во время тренировки в лесу он столкнулся с партнёром по забегу и получил серьёзную травму — шипы туфли второго бегуна распороли икру Жази до кости. Врачебная помощь была оказана лишь через полтора часа, и зашивавший рану врач сделал бегуну противостолбнячный укол, вызвавший тяжёлую физиологическую реакцию. Восстановление физической формы заняло у Жази почти два года — до лета 1965 года. За это время он неудачно выступил на дистанции 5000 м на Олимпиаде в Токио, потеряв темп в конце дистанции, и объявил о намерении завершить карьеру. Многочисленные письма от поклонников заставили спортсмена пересмотреть это решение и вернуться к тренировкам.

## Рекорды 1965 года
В начале сезона установил четыре мировых достижения для закрытых помещений на дистанциях от 1000 м до 3000 метров.
2 июня 1965 года в Сен-Море Жази установил рекорд Европы в беге на милю. Спустя неделю в Лорьяне, с товарищами по команде, выступающими в роли пейсмейкеров, он побил континентальный рекорд на дистанции 5000 м. Затем на стадионе «Куртманш» в Рене с этой же командой Жази атаковал уже мировой рекорд на дистанции в 1 милю, принадлежавший Питеру Снеллу. Поначалу он отставал от графика новозеландца, перед последней четвертью дистанции проигрывая ему 3 секунды, но на последнем круге снова предпринял спринтерский рывок и завершил бег со временем 3 минуты 53,6 секунды, установив новый мировой рекорд.
Специалисты продолжали сомневаться в возможностях Жази, указывая, что свои рекорды он устанавливает с помощью пейсмейкеров. Однако спустя ещё две недели в парижском пригороде Мелёне француз вступил в личное противоборство с Роном Кларком, обладателем мировых рекордов на пяти длинных дистанциях — от 5000 м до 10 миль. Для их поединка была выбрана дистанция в 2 мили — меньше, чем обычные дистанции, на которых выступал Кларк. Приятель Жази Жозеф Мальжак оценил эту встречу как возможность побить действующий рекорд мира на этой дистанции, принадлежавший американцу Бобу Шулю, для чего требовалось преодолевать каждый круг за 63 секунды — темп, обычно слишком высокий для Кларка. Тем не менее Жази и Кларк договорились по очереди задавать скорость до последнего круга, деля нагрузку между собой. Однако после отметки 2000 м слишком высокий темп измотал австралийца, и дальше Жази только увеличивал отрыв, после 6-го круга опережая соперника на 10 метров, а на отметке 3000 м обогнав собственный рекордный график. Окончательный результат, зафиксированный на финише, составил 8 минут 22,6 секунды — на 3,8 секунды выше рекорда Шуля. Хотя Кларк отстал от Жази на 18 метров, он всё же закончил дистанцию на 4 секунды быстрее, чем до этого считал возможным для себя (8.24,8 — также лучше предыдущего мирового рекорда). Через два дня после Мелёна, в Сен-Море, Жази установил четвёртый мировой рекорд за месяц со сборной Франции в эстафете 4×1500 м. В общей сложности на его счету после этого было 5 мировых и 7 европейских рекордов.
30 июня 1965 года в Хельсинки Жази принял участие в «забеге века», где вместе с ним участвовали, среди прочих, Кларк, Шуль и олимпийский чемпион на дистанции 10 тысяч метров Билли Миллс. Француз и австралиец поочерёдно вели забег на протяжении восьми кругов, но на финише Жази оказался сильнее соперников, опередив на 3 метра занявшего 2-е место кенийца Кипчоге Кейно. Результат француза (13.27,6) стал новым европейским рекордом, было также установлено четыре новых национальных рекорда — Кении, Англии, Норвегии и Швеции.

## Завершение карьеры и дальнейшая жизнь
Жази завершил выступления в 1967 году. В феврале 1966 года на крытом стадионе в Лионе он пробежал 1500 м за 3 минуты 40,7 секунды, установив новый мировой рекорд в помещениях. В сентябре француз завоевал на чемпионате Европы золото на дистанции 5000 м и серебро на 1500 м, а в октябре на последних в сезоне соревнованиях установил новый мировой рекорд на дистанции 2000 м — 4 минуты 56,2 секунды. Этот результат стал вторым в его карьере мировым рекордом на этой дистанции и первым случаем в истории, когда кто-то пробежал 2000 м менее чем за 5 минут. Ему было предложено участвовать в Олимпийских играх 1968 года в Мехико, но Жази отклонил это предложение, сославшись на нежелание соревноваться в высокогорье; позже он рассказывал, что сожалеет об этом решении.
После завершения спортивной карьеры работал администратором стадиона «Парк де Пренс» в Париже. Скончался в больнице в Даксе 1 февраля 2024 года в возрасте 87 лет.

## Результаты

### Личные рекорды
| Дисциплина        | Стандартная дорожка | Стандартная дорожка | Стандартная дорожка | Короткая дорожка | Короткая дорожка | Короткая дорожка |
| Дисциплина        | Результат           | Место               | Дата                | Результат        | Место            | Дата             |
| ----------------- | ------------------- | ------------------- | ------------------- | ---------------- | ---------------- | ---------------- |
| 800 м             | 1.47,1              | Лиму                | 13 октября 1962     | —                | —                | —                |
| 1000 м            | 2.19,1              | Мадрид              | 18 мая 1963         | 2.21,0 WR*       |                  | 1965             |
| 1500 м            | 3.36,3 AR*          | Сошо                | 25 июня 1966        | 3.42,6 WR*       |                  | 1965             |
| 1500 м            | 3.36,3 AR*          | Сошо                | 25 июня 1966        | 3.40,7 WR*       | Лион             | 27 февраля 1966  |
| 1 миля            | 3.53,6 WR*          | Рен                 | 9 июня 1965         | —                | —                | —                |
| 2000 м            | 4.56,2 WR*          | Сен-Мор-де-Фоссе    | 12 октября 1966     | 5.04,4 WR*       | Лион             | 6 февраля 1965   |
| 3000 м            | 7.49,0 WR*          | Мелён               | 23 июня 1965        | 7.53,2 WR*       |                  | 1965             |
| 2 мили            | 8.22,6 WR*          | Мелён               | 23 июня 1965        | —                | —                | —                |
| 5000 м            | 13.27,6 AR*         | Хельсинки           | 30 июня 1965        | —                | —                | —                |
| 10 000 м          | 29.03,2             | Коломб              | 3 октября 1965      | —                | —                | —                |
| Эстафета 4×1500 м | 14.49,0 WR*         | Сен-Мор-де-Фоссе    | 25 июня 1965        | —                | —                | —                |

1. ↑  Состав команды: Жерар Вервоорт[фр.] (3.41,8); Клод Николя[фр.] (3.44,2); Мишель Жази (3.40,8); Жан Ваду[фр.] (3.42,2)